# Сен Мор де Фосе
Сен Мор де Фосе (фр. Saint-Maur-des-Fossés) град је у Француској у региону Île-de-France, у департману Val-de-Marne.
По подацима из 2006. године број становника у месту је био 75.214.

## Демографија
| 1962.  | 1968.  | 1975.  | 1982.  | 1990.  | 1999.  | 2006.  | 2011.  |
| ------ | ------ | ------ | ------ | ------ | ------ | ------ | ------ |
| 70.397 | 77.251 | 80.920 | 80.811 | 77.206 | 73.069 | 75.214 | 74.818 |

## Партнерски градови
- Пфорцхајм
- Хамелн
- Ramat HaSharon
- Римини
- Ziguinchor
- Леирија
- Ла Лувјер
- Богнор Риџис